# Wurstsalat

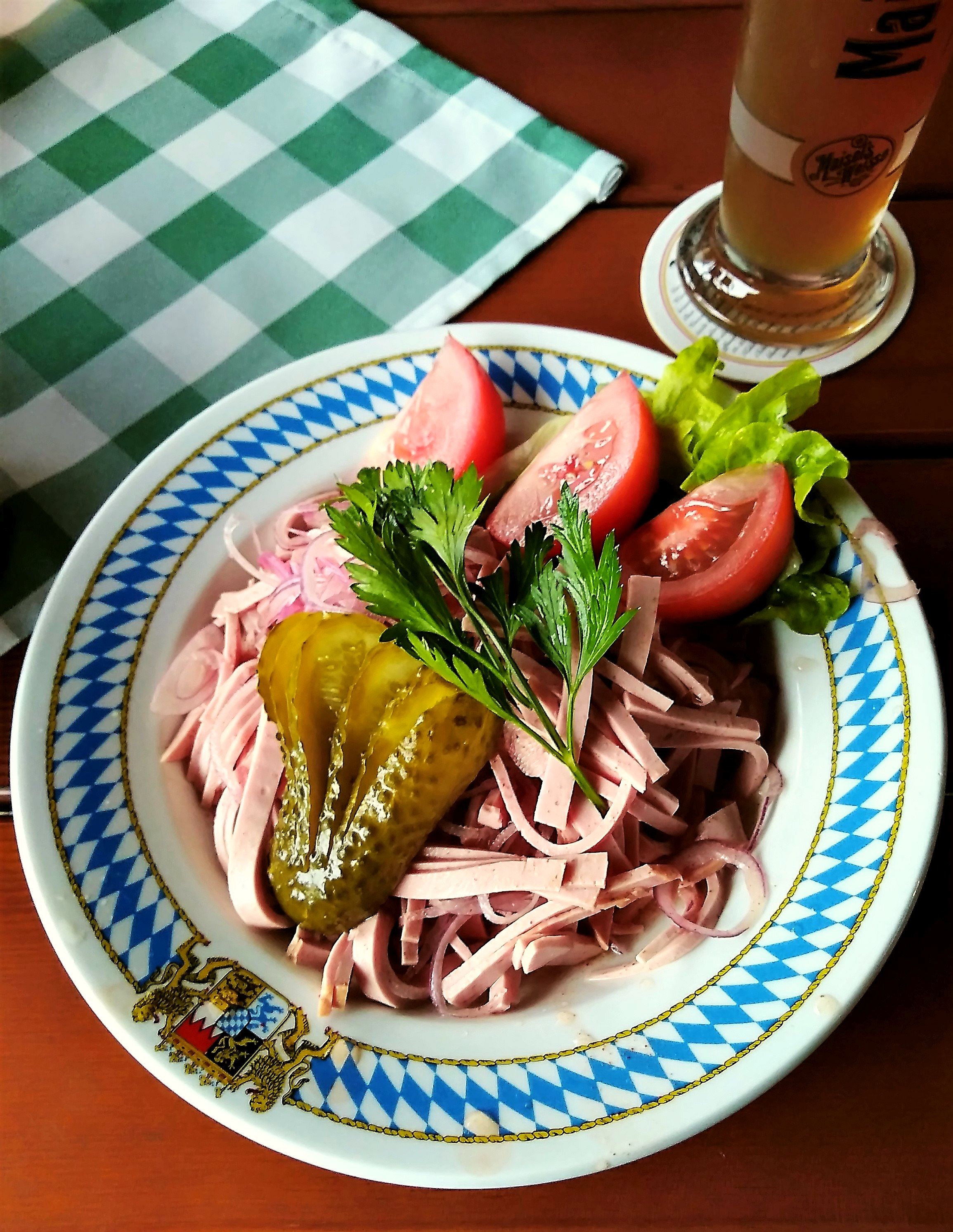
Wurstsalatgedeck mit Zwiebeln, Gewürzgurke und einem Glas Weißbier

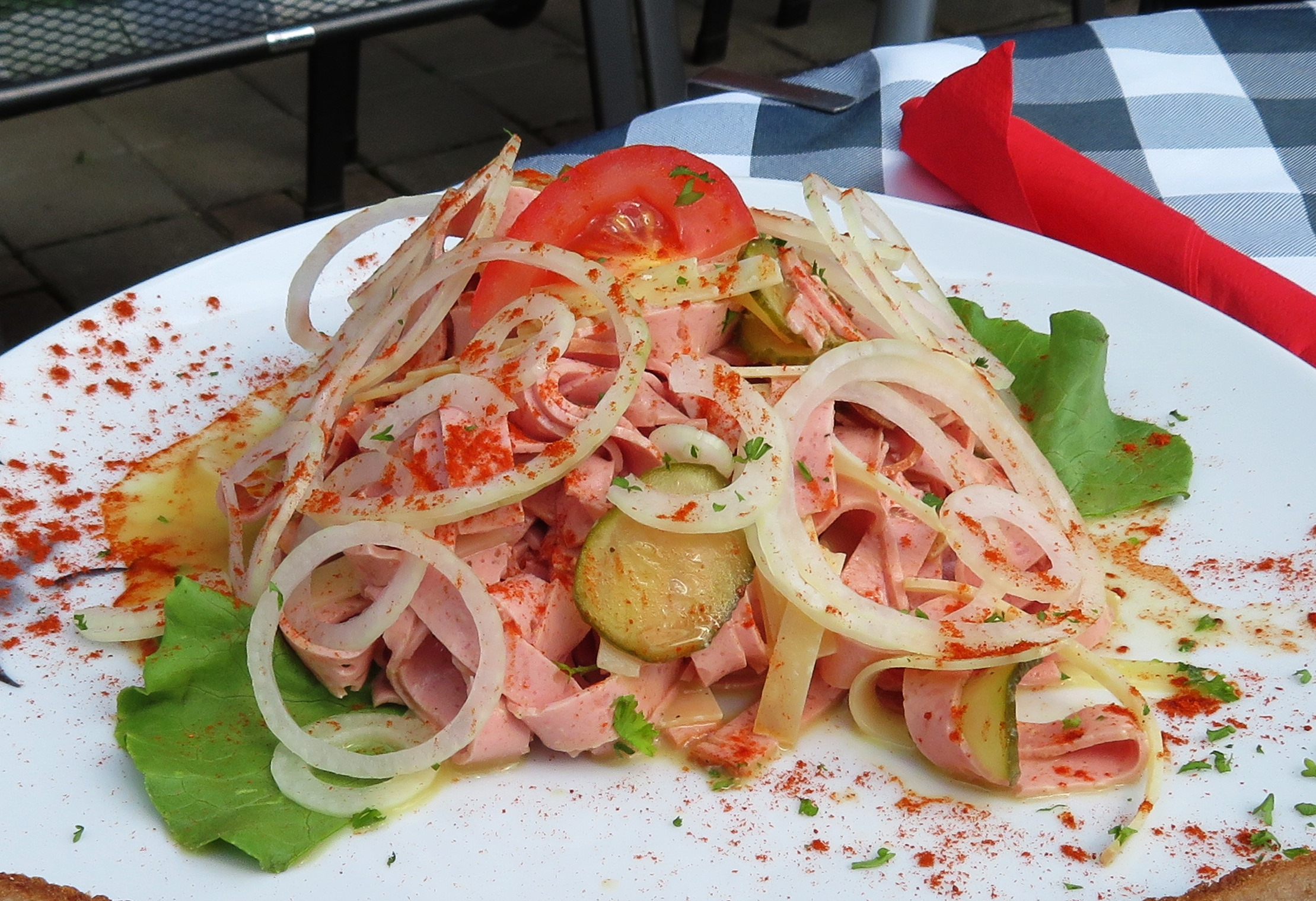
Wurstsalat mit Käsestreifen

Wurstsalat ist ein mit Essig, Öl und Zwiebeln sauer marinierter Salat aus Wurst, meist Brühwurst wie Lyoner, Stadtwurst oder Regensburger. Er ist eine traditionelle Zwischenmahlzeit in Süddeutschland, dem Elsass, der Schweiz (mit Cervelat) und in Österreich, wo er, aus Knackwurst oder Extrawurst zubereitet, auch Saure Wurst und Essigwurst genannt wird.
Laut Deutschem Lebensmittelbuch, Leitsätze für Feinkostsalate, ist das Ausgangsmaterial „geschnittene Wurst, auch in Vermischung verschiedener Wurstsorten miteinander…, Gurken und/oder Zwiebeln sowie Zutaten mit würzendem Charakter“.
Zur Zubereitung wird die Wurst in dünne Scheiben oder Streifen geschnitten und mit rohen Zwiebelringen oder -würfeln kurz in einer einfachen, leicht mit Salz und Pfeffer gewürzten Essig-Öl-Marinade eingelegt. Häufige Ergänzungen sind kleingeschnittene Radieschen, Petersilie oder Schnittlauch. Serviert wird Wurstsalat üblicherweise mit Brot oder Bratkartoffeln, in der Gegend um die Kurpfalz oder im Saarland auch mit Pommes frites.
Bekannte Varianten sind der Schwäbische Wurstsalat, der zur Hälfte Blutwurst enthält, und besonders die in Deutschland Schweizer Wurstsalat, auch Straßburger oder Elsässer Wurstsalat genannte Zubereitung mit einem Anteil Emmentaler Käse. Der sogenannte Grenzgänger ist eine oberschwäbische Kombination von beiden.
In der Schweiz ist eine Variante mit Käse verbreitet, die dort aber „Wurst-Käse-Salat“ genannt wird. Dabei wird in der Regel Cervelat verwendet. Die Käsesorte kann variieren, je nachdem, ob ein eher milder oder pikanter Käse bevorzugt wird; es können auch zwei unterschiedliche Käsesorten verwendet werden. Am häufigsten findet man Rezepte mit Greyerzer, Emmentaler und Appenzeller.
Verwandte Gerichte sind Ochsenmaulsalat, Nürnberger Gwerch, Fleischsalat und Käsesalat.